# Ratusz w Bardejowie

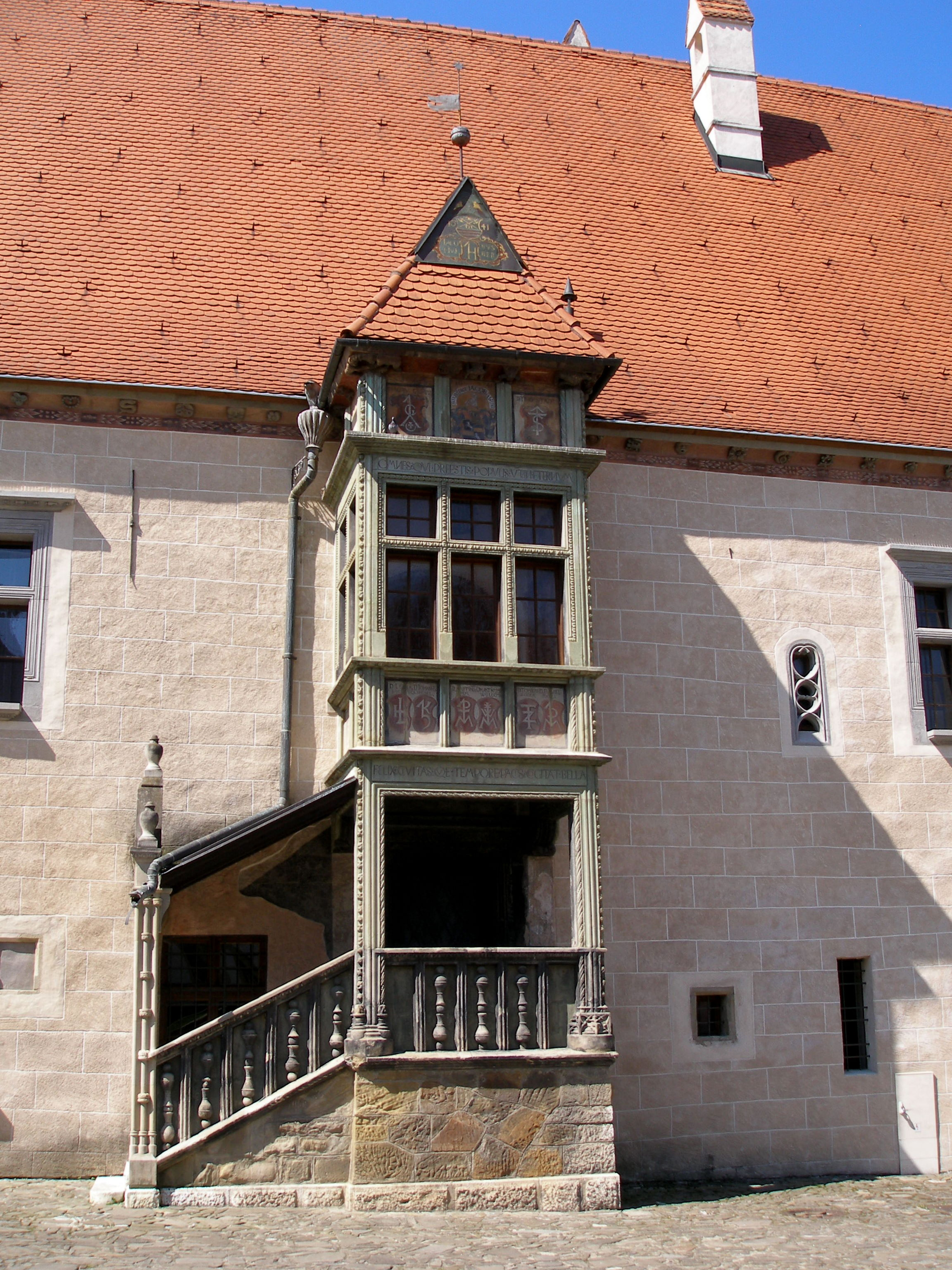
Renesansowy ganek

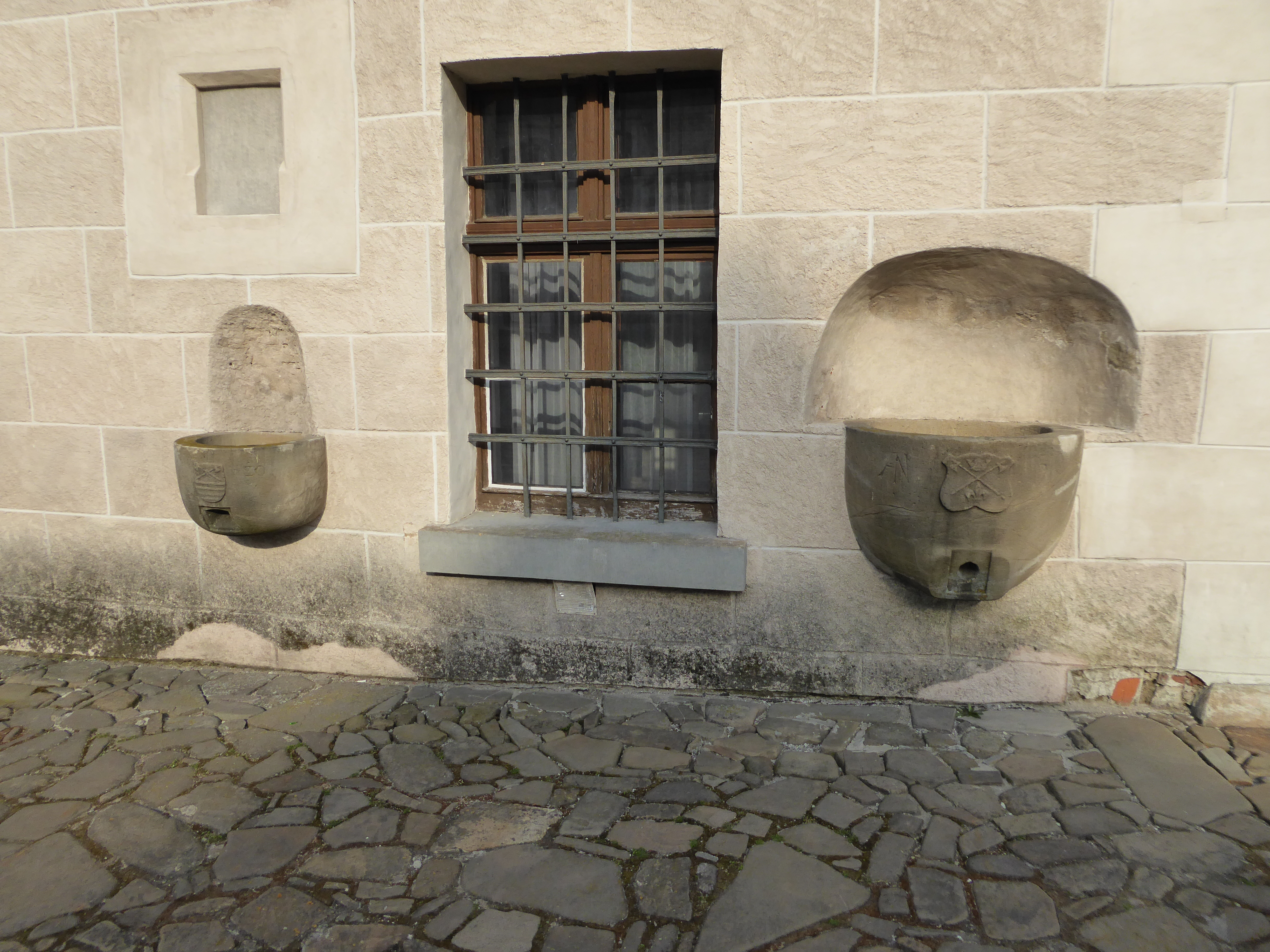
Kamienne misy miar miejskich na ratuszu

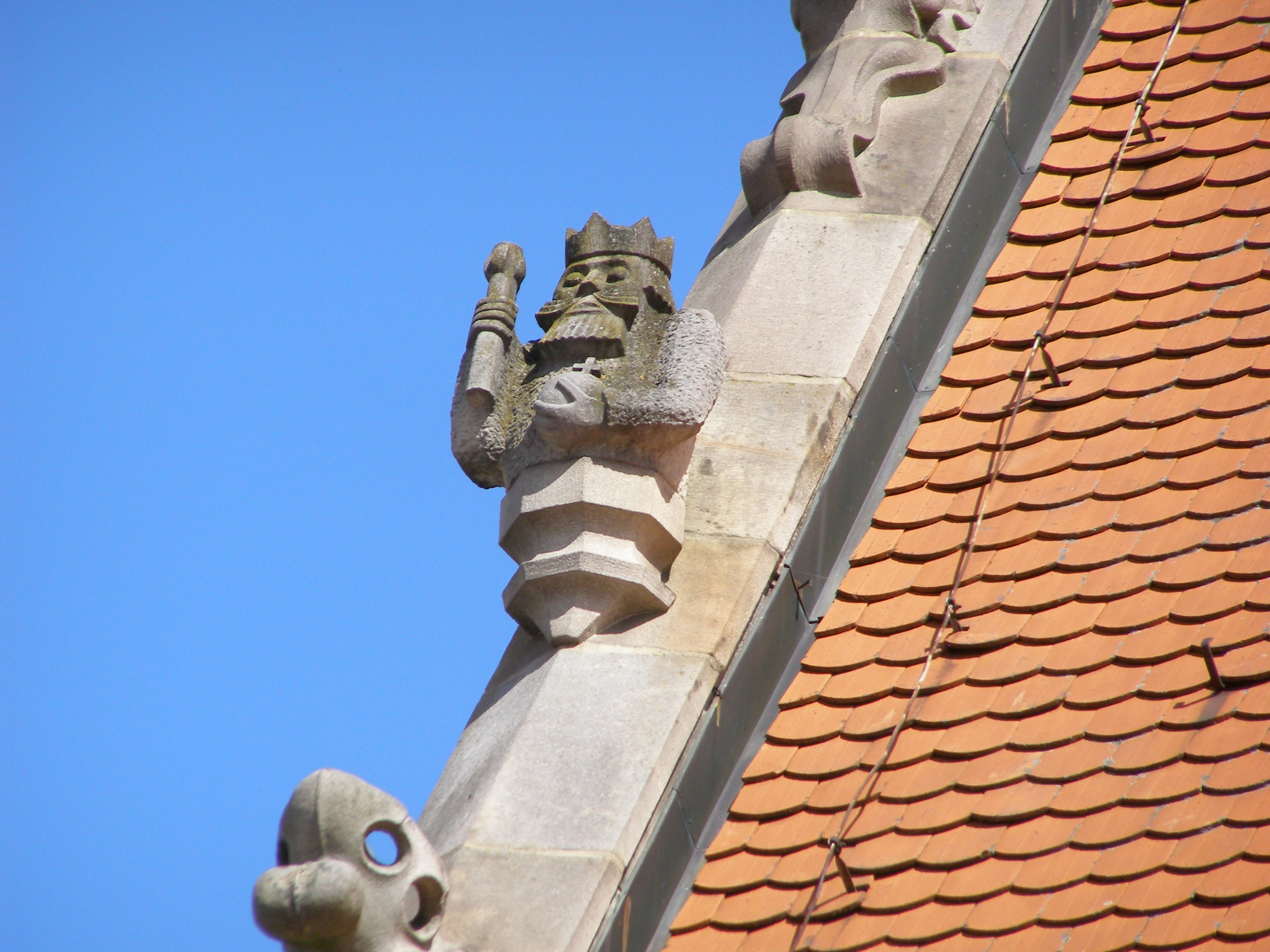
Człowiek z laską na krawędzi dachu

Ratusz w Bardejowie – zabytkowy ratusz w mieście Bardejów w północno-wschodniej Słowacji. 
Ratusz usytuowany jest w centralnej części wydłużonego rynku, opadającego w kierunku południowym. Wzniesiony na początku XVI w., jest jedną z pierwszych świeckich budowli na północ od Alp, w której uwidoczniły się wyraźnie wpływy architektury renesansu.

## Historia
Okresem rozkwitu dla Bardejowa był wiek XV. W kolejne stulecie to królewskie miasto wchodziło bogate, dzięki zasobności miejscowych kupców i rzemieślników. Wówczas to Rada Miejska zdecydowała się na budowę nowego ratusza. Wznoszono go w stylu późnogotyckim w latach 1505-1509 pod kierunkiem mistrza Jána z Prešova. Dzięki mistrzowi budowlanemu Aleksandrowi w 1508 r. dodano elementy o charakterze renesansowym: kamienne portale, okna oraz ganek, do którego prowadzą ozdobne schody. Dekoracja malarska jest dziełem miejscowego artysty Theofila Stanzela, który namalował herby na szczytach ratusza i przedstawienie sądu ostatecznego w sali posiedzeń ratusza.
Ratusz był kilkakrotnie odnawiany (w 1641 r., XVIII i XIX w.). Po pożarze z 1902 r. został odrestaurowany w latach 1904-1905, po czym utworzono w nim Muzeum Żupy Szaryskiej (słow.  Múzeum Šarišskej župy). Funkcja muzealna obiektu została zachowana również po ostatniej renowacji budowli w latach 80. i 90. XX w. W 1985 r. uzyskał status narodowego zabytku kultury (słow. Národná kultúrna pamiatka). W 2000 r. obiekt został wpisany na Listę światowego dziedzictwa UNESCO jako część zespołu miejskiego Bardejowa.
Obecnie (2024) w budynku mieści się Muzeum Szaryskie (słow. Šarišské múzeum) – jedno z najstarszych na Słowacji, założone w 1903 r.
Znajduje się tu m.in. stała wystawa pt. „Bardejów – Wolne Miasto Królewskie”, na której prezentowane są dokumenty związane z historią i rozwojem administracji miasta, cenne rzeźby i malowidła tablicowe, epitafia oraz rzadkie zabytki kultury książkowej Bardejowa.
Ratusz jest siedzibą rady miejskiej, centrum życia handlowego, społecznego i kulturalnego mieszkańców miasta.

## Opis
Ratusz został wybudowany w stylu  gotycko-renesansowaym. Parter budynku pełnił funkcję handlową, na piętrze znajdowały się pomieszczenia służące potrzebom rady miejskiej i skarbca. Murowany, piętrowy obiekt, nakryty wysokim, dwuspadowym dachem krytym dachówką, wzniesiony został na planie prostokąta o dłuższej osi na kierunku północno-południowym.
Ściany boczne zamknięte są wysokimi szczytami. Na szczycie elewacji północnej znajdują się trzy okna w rzeźbionych opaskach oraz herb miasta. W szczycie elewacji południowej są cztery okna, zegar oraz namalowane herby miasta i Węgier. Na szczycie południowym stoi figura rycerza Rolanda z halabardą (dzieło mistrza Jana z Preszowa z 1509), symbolicznego obrońcy praw miejskich. Oba szczyty dachu uzupełniają grupy posągów i rzeźb na całym ich obwodzie. Szczyt południowy: lew, człowiek z brodą, kot, małpa, handlarz suknem; szczyt północny: demon, człowiek z klepsydrą, smok, król, kamieniarz i człowiek z laską (buławą).
W południowo-zachodnim narożniku, na elewacji ratusza, zachowały się dwie kamienne misy, służące niegdyś jako miary miejskie przy sprzedaży zbóż i roślin strączkowych. Od wschodniej strony do ratusza dostawiony jest renesansowy ganek, do którego prowadzą schody. Na ganku namalowany jest m.in. herb Jakuba Hubera i rok 1641, a nad oknami izby, która znajduje się nad gankiem, są napisy w j. łac. Priusqm inicpias consulto i Omnes qui preestis populis ut in eternum; natomiast pod oknami Felix civitas que tempore pacis cogitat bella. 
Wśród detali architektonicznych na budynku ratusza zwraca uwagę 118 figurek, tworzących ciąg pod okapem dachu, przedstawiających m.in. obecne w mieście rzemiosła. Jedna z nich odwrócona jest do przechodniów tyłem i wypina ku nim gołe pośladki. Lokalne podanie mówi, że to zemsta kamieniarzy na mieszkańcach miasta, którego Rada Miejska nie zapłaciła im całej umówionej kwoty za wykonane prace, zaś gołe pośladki wystawione zostały w kierunku domu, zamieszkiwanego przez ówczesnego wójta.

## Galeria

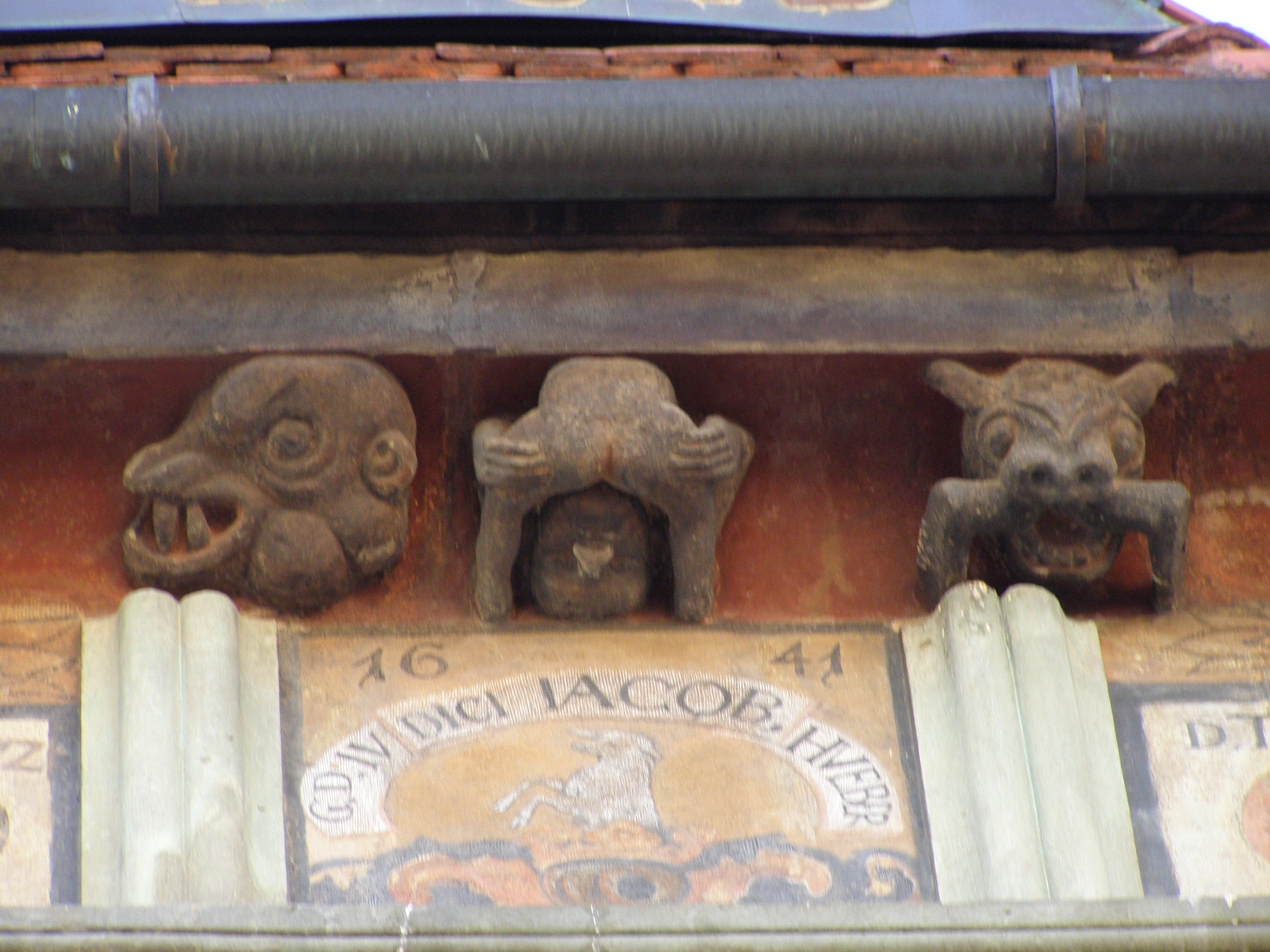
Herb Jakuba Hubera, rok 1641
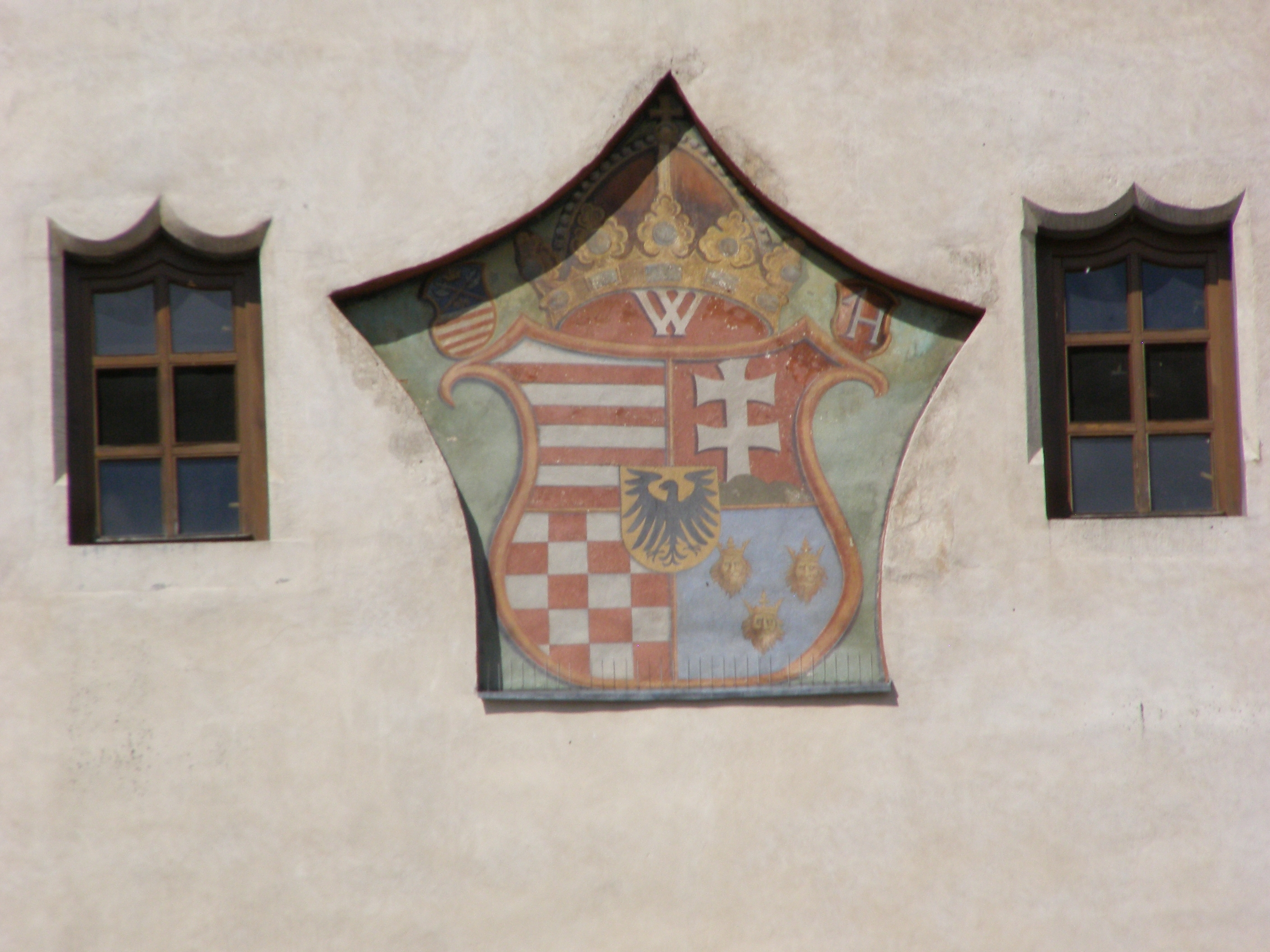
Herb Węgier
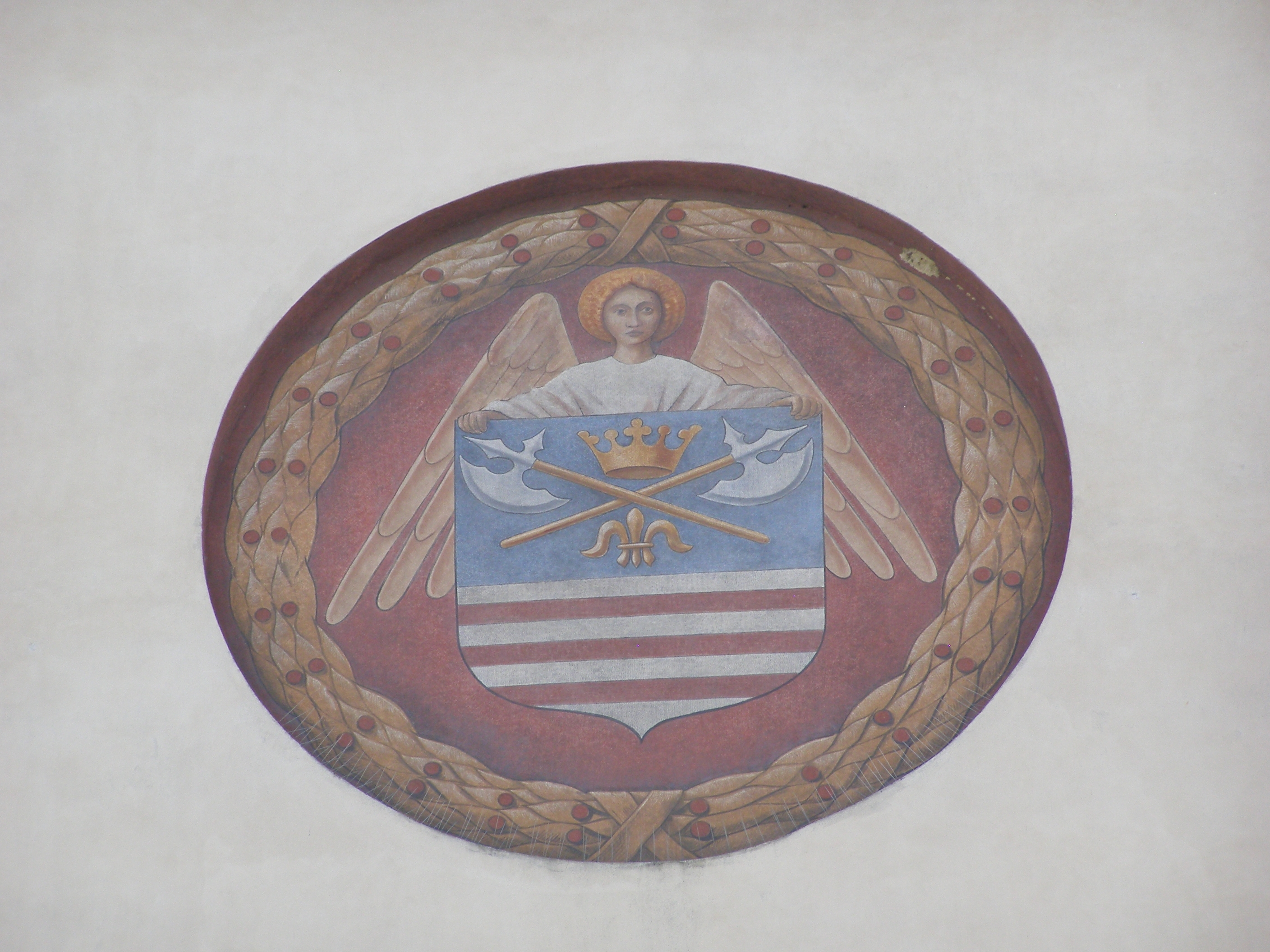
Herb Bardejowa
Herb Bardejowa